# سيرجيو مارشي
سيرجيو مارشي (بالإيطالية: Sergio Marchi)‏ (22 مايو 1920 في إيطاليا - 16 ديسمبر 1979 في إيطاليا) هو لاعب كرة قدم إيطالي في مركز الدفاع. شارك مع منتخب إيطاليا لكرة القدم. أما مع النوادي، فقد لعب مع إنتر ميلان وإيه سي ميلان ونادي بيزا ونادي جنوى ونادي كالياري واتحاد بافيا لكرة القدم.

## وصلات خارجية
- سيرجيو مارشي على موقع قاعدة بيانات كرة القدم.إي يو (الإنجليزية)
- سيرجيو مارشي على موقع ناشيونال فوتبول تيمز (الإنجليزية)